# Koko Ichikawa
Koko Ichikawa (em japonês: 市川幸子, Ichikawa Kōko; Shibuya, Tóquio, 19 de dezembro de 1927
– 25 de outubro de 2001) foi uma humanitária nipo-brasileira, criadora da Sociedade Beneficente Casa da Esperança (Kibô-no-Iê) sediada em Itaquaquecetuba.

## Vida
Nascida no Japão, Ichikawa presenciou diversas instabilidades políticas e guerras em seu país natal. Na sua juventude, estudou por 4 anos numa instituição dedicada a pessoas com necessidades especiais denominada Fujikura Gakuen, e imigrou ao Brasil em 1958.
Chegando ao Brasil, criou um departamento para pessoas especiais no templo Nippaku Jodo Shinshu. Após 4 anos, cria uma organização que daria mais tarde origem à Sociedade Beneficente Casa da Esperança (Kibô-no-Iê).
De 1963 a 2001, foi administradora da instituição Kibô-no-Iê.
Koko Ichikawa faleceu em outubro de 2001, vítima de câncer.

## Homenagens
- No ano de 1993, recebeu a comenda Anna Nery (prêmio de enfermagem);
- No ano de 1999, foi agraciada com a medalha dos Bandeirantes;[4]
- Em 2001, recebeu a ordem dos raios de ouro e prata;
- No bairro Bela Vista, da cidade de São Paulo, há uma rua de nome Koko Ichikawa, em sua homenagem.[5]